# 제레미 벨라
제레미 벨라(프랑스어: Jérémie Bela, 1993년 4월 8일 ~ )는 리그 1 클럽 클레르몽과 앙골라 국가대표팀에서 윙어 또는 공격수로 활약하는 앙골라의 프로 축구 선수이다. 그는 랑스, 디종, 알바세테 및 버밍엄 시티에서 활약했다. 그는 16세 이하의 모국 프랑스 국가대표팀으로 2021년에 데뷔하기 전에 아버지의 국가인 콩고 민주 공화국과 어머니의 국가인 앙골라의 시니어 팀에 소집되었다. 그는 2023년 아프리카 네이션스컵에서 앙골라 국가대표팀으로 활약했다.

## 어린 시절
벨라는 프랑스 세네마른의 믈룅에서 태어났다. 그의 어머니는 앙골라이고 아버지는 콩고 민주 공화국 출신이다. 그는 어머니의 귀화로 인해 2002년 7월에 프랑스 국적을 취득했다.

## 구단 경력

### 랑스
벨라는 랑스의 주니어 팀들을 거쳐 2010년 11월 프랑스 아마추어 축구 선수권 대회에서 3분만에 리저브 팀에 데뷔하였고, 2011-12 시즌에 26경기에 출전하여 8골을 넣으며 샹피오나 나시오날 2 팀의 주전이 되었다. 새로운 캠페인을 앞두고, 그는 점점 더 젊은 리저브 팀의 일원이 되었고, 그들 중 많은 선수들은 여전히 U-19 연령대에 들어갈 자격이 있었다.

### 디종
랑스가 중간 시즌 휴식기에 디비전 3위에 올랐고 1군 축구에 대한 전망이 거의 없는 상황에서 벨라는 하위 디비전으로 임대를 떠나거나 해외로 팔릴 것으로 예상되었다. 이 경기에서, 그는 승격 라이벌 디종에 합류할 수 있었고, 성공적인 재판 후 2014년 1월 22일 2년 6개월 계약을 체결했다. 벨라는 1월 27일, 앙제와의 경기에서 후반 교체 선수로 디종 데뷔 전을 치렀고, 이후 몇 주 동안 벤치에서 3경기를 더 출전했지만, 사타구니 문제로 인해 남은 시즌과 다음 프리시즌에 출전하지 못했다.
벨라는 낭시와 1-1로 비긴 2014-15 시즌 개막전에서 70분 교체로 1군에 복귀했고, 경기 당일에도 주전으로 활약했다. 그는 10월 20일 발랑시엔과의 경기에서 첫 골을 넣으며 3-0 승리를 이끌었다. 11월 내내 햄스트링 부상으로 인해 경기에 출전하지 못했고, 벨라는 12월 13일 브레스트와의 경기에서 교체로 복귀했고, 후반전에 수비수의 다리에 공을 올려 자책골을 유도했다. 그는 2015년 2월 7일 소쇼와의 경기에서 연장전 끝에 결승골을 넣었고, 시즌 마지막 경기인 낭시와의 경기에서는 시즌 6호 골을 넣으며 《프랑스 풋볼》 이번 주의 팀에 선정되는 성과를 거두었다. 2015년 3월, 올리비에 달롤리오 감독은 벨라를 2명의 선수 중 한 명으로 뽑았는데, 나머지 한 명은 줄리우 타바레스로 그를 경기를 변화시킬 수 있는 선수로 묘사했다.

### 클레르몽
세군다 디비시온의 말라가, 테네리페, 그리고 레가네스의 관심과 제안 속에, 리그 1의 팀들과 재정적으로 경쟁할 수 없다고 알려졌고, 벨라는 적어도 부분적으로는 가족적인 이유로 프랑스로 복귀하는 것을 선택했다. 그는 2022년 8월 2일, 리그 1의 클레르몽 푸트와 2년 계약을 맺었다. 그는 8월 14일,
랭스의 안방에서 데뷔 전을 치렀는데, 랭스는 하프타임에 2-0으로 앞선 상황에서 한 남자를 퇴장시켰고, 벨라가 65분 후에 경기를 시작하기 전에 두 번이나 양보했다. 그 직후, 클레르몽이 앞서 나갔고, 78분, 무하메드 참이 사이프에딘 카우이의 크로스를 벨라에게 다리를 통해 연결했고, 벨라는 골문 상단 구석으로 첫 슈팅을 날려 역전을 완성했다.

## 국가대표팀 경력
벨라가 INF 클레르퐁텐의 국가 훈련 센터에 있는 동안, 그는 2008년 9월에 웨일스 U-16을 상대로 두 경기를 위해 프랑스 U-16 국가대표팀에 소집되었다. 그는 두 경기 모두에서 뛰었고, 첫 경기에서 득점을 하여, 4-2로 이겼다.
그의 모국인 프랑스뿐만 아니라, 벨라는 앙골라나 콩고 민주 공화국에서 뛸 수 있는 자격이 있다. 2017년 3월, 그는 콩고 민주 공화국 국가대표팀의 플로랑 이벤지 감독에 의해 케냐와의 친선 경기 명단에 이름을 올렸지만, 최종 명단에는 없었다. 그는 2019년 아프리카 네이션스컵을 위한 앙골라의 스르단 바실리예비치 감독의 임시 선수단에 포함되었지만, 그 초대를 수락하지 않았다. 비록 그는 자신을 앙골라 출신이라고 생각했고, 선발된 것에 대해 "자랑스럽고 감사"했지만, 그는 자신의 우선순위가 알바세테의 플레이오프 진출 캠페인에 달려 있어야 한다고 느꼈다. 그는 2020년 9월 앙골라에 의해 다시 소집되었고, 10월 13일 모잠비크와의 비공식 친선 경기에 교체로 출전했다. 마침내 앙골라 시민권을 확인 받은  그는 2021년 11월 12일 이집트와의 2022년 FIFA 월드컵 예선 전에서 2-2 무승부로 끝난 선발 출전하며 공식 데뷔 전을 치렀다. 그는 2023년 아프리카 네이션스컵(2024년 초 개최)에 참가할 앙골라 선수단에 이름을 올렸고, 조별 리그에서 한 차례, 16강전에서 한 차례, 그리고 8강전에서 아들의 출생으로 캠프를 떠났음에도 불구하고, 앙골라는 나이지리아에 1-0으로 졌다.